# Raisa Smetanina
Raisa Petrovna Smetanina, accreditata come Raissa Smetanina dalla FIS (cirillico Раиса Петровна Сметанина; Mochča, 29 febbraio 1952), è un'ex fondista sovietica.
Al termine della carriera, dopo la dissoluzione dell'Unione Sovietica (1991), gareggiò per la nazionale russa; ai XVI Giochi olimpici invernali di Albertville 1992 fece parte della squadra unificata.
È stata l'unica donna nella storia ad aver vinto dieci medaglie ai Giochi olimpici invernali, in cinque edizioni. Con la sua ultima partecipazione di Albertville 1992, a quarant'anni, ottenne l'oro nella staffetta 4×5 km, divenendo così la donna più vecchia a vincere un oro olimpico.

## Biografia
Debuttò in campo internazionale ai Mondiali di Falun del 1974, vincendo le prime due medaglie iridate delle undici che avrebbe complessivamente conquistato durante le sue otto partecipazioni.
Prese parte alle prime edizioni, sperimentali, della Coppa del Mondo, imponendosi in classifica generale nel 1980-1981. Nelle stagioni ufficiali ottenne il primo podio il 5 marzo 1983 nella 5 km di Lahti (2ª) e la prima vittoria il 25 febbraio 1984 nella 10 km di Falun.
Specialista della tecnica classica, rifiutò sempre di adattarsi al passo pattinato che si diffuse durante gli anni ottanta; vinse tre volte il Trofeo Holmenkollen e ventun titoli nazionali.

## Palmarès

### Olimpiadi
- 10 medaglie:
  - 4 ori (10 km[2], staffetta[2] a Innsbruck 1976; 5 km[2] a Lake Placid 1980; staffetta[3] a Albertville 1992)
  - 5 argenti (5 km[2] a Innsbruck 1976; staffetta[2] a Lake Placid 1980; 5 km[3], 20 km[3] a Sarajevo 1984; 10 km[3] a Calgary 1988)
  - 1 bronzo (20 km[3] a Calgary 1988)

### Mondiali
- 11 medaglie, oltre a quelle conquistate in sede olimpica e valide anche ai fini iridati:
  - 4 ori (staffetta a Falun 1974; 20 km[3] a Oslo 1982; staffetta[3] a Seefeld in Tirol 1985; staffetta[3] a Val di Fiemme 1991)
  - 3 argenti (10 km a Lahti 1978; staffetta a Oslo 1982; staffetta[3] a Lahti 1989)
  - 4 bronzi (5 km a Falun 1974; 5 km, staffetta a Lahti 1978; 20 km a Lake Placid/Falun 1980)

### Coppa del Mondo
- Miglior piazzamento in classifica generale: 42ª nel 1984
- 11 podi (individuali[4]), oltre a quelli conquistati in sede olimpica o iridata e validi ai fini della Coppa del Mondo:
  - 2 vittorie
  - 6 secondi posti
  - 3 terzi posti

#### Coppa del Mondo - vittorie
| Data             | Luogo     | Paese            | Disciplina |
| ---------------- | --------- | ---------------- | ---------- |
| 25 febbraio 1984 | Falun     | Svezia           | 10 km      |
| 23 febbraio 1985 | Syktyvkar | Unione Sovietica | 20 km      |

### Campionati sovietici
- 21 ori[1]

## Riconoscimenti
- Medaglia Holmenkollen 1979